# Horla (Szwecja)
Horla – miejscowość (tätort) w Szwecji, w regionie administracyjnym (län) Västra Götaland, w gminie Vårgårda.
Według danych Szwedzkiego Urzędu Statystycznego liczba ludności wyniosła: 209 (31 grudnia 2015), 229 (31 grudnia 2018) i 231 (31 grudnia 2019).